# Hôtel de Glace (Québec)
Pour les articles homonymes, voir Hôtel de glace (homonymie).
L'Hôtel de Glace est un hôtel de glace de 44 chambres situé à Saint-Gabriel-de-Valcartier, au Québec, Canada. C'est le premier hôtel de glace à avoir ouvert en Amérique du Nord.

## Histoire
L'Hôtel de Glace a ouvert le 1er janvier 2001, avec seulement 11 chambres.
Il a été construit à l'initiative de Jacques Desbois dans le parc de la Chute-Montmorency, dans la banlieue de Québec. Dès le début du projet, les concepteurs avaient prévu un déménagement vers la station touristique Duchesnay, à Sainte-Catherine-de-la-Jacques-Cartier, où il s'installe de 2002 à 2010. En 2011, l'hôtel déménage à nouveau, cette fois pour la ville de Québec, dans le quartier Charlesbourg, où il restera jusqu'en 2015. En 2016, il s'installe au Village vacances Valcartier, au nord de la ville de Québec, et compte 44 chambres,,.

## Construction
L'hôtel est reconstruit chaque année en décembre. Il faut environ un mois et demi à une cinquantaine d'ouvriers pour achever le chantier. L'hôtel produit sa propre neige, permettant ainsi de contrôler le degré d'humidité de cette dernière.
La neige est projetée sur des moules en acier, et après quelques jours de prise, les moules sont retirés. La construction de l'ensemble du complexe nécessite environ 30 000 tonnes de neige et 500 tonnes de glace. Les murs peuvent faire jusqu'à un mètre vingt d'épaisseur.
L'ouverture a lieu durant les premiers jours de janvier. L'hôtel peut alors être exploité pour une période de trois mois, avant d'être fermé et démonté en avril.

## Description
Même si le plan de l'hôtel peut changer d'une année sur l'autre, il est essentiellement constitué d'arches de 5 mètres pour les chambres, et d'espaces plus importants en largeur et en hauteur pour le grand hall, la chapelle, le bar de glace et la « Grande Glissade ». Seules les salles de bains, situées dans un local séparé, sont chauffées.

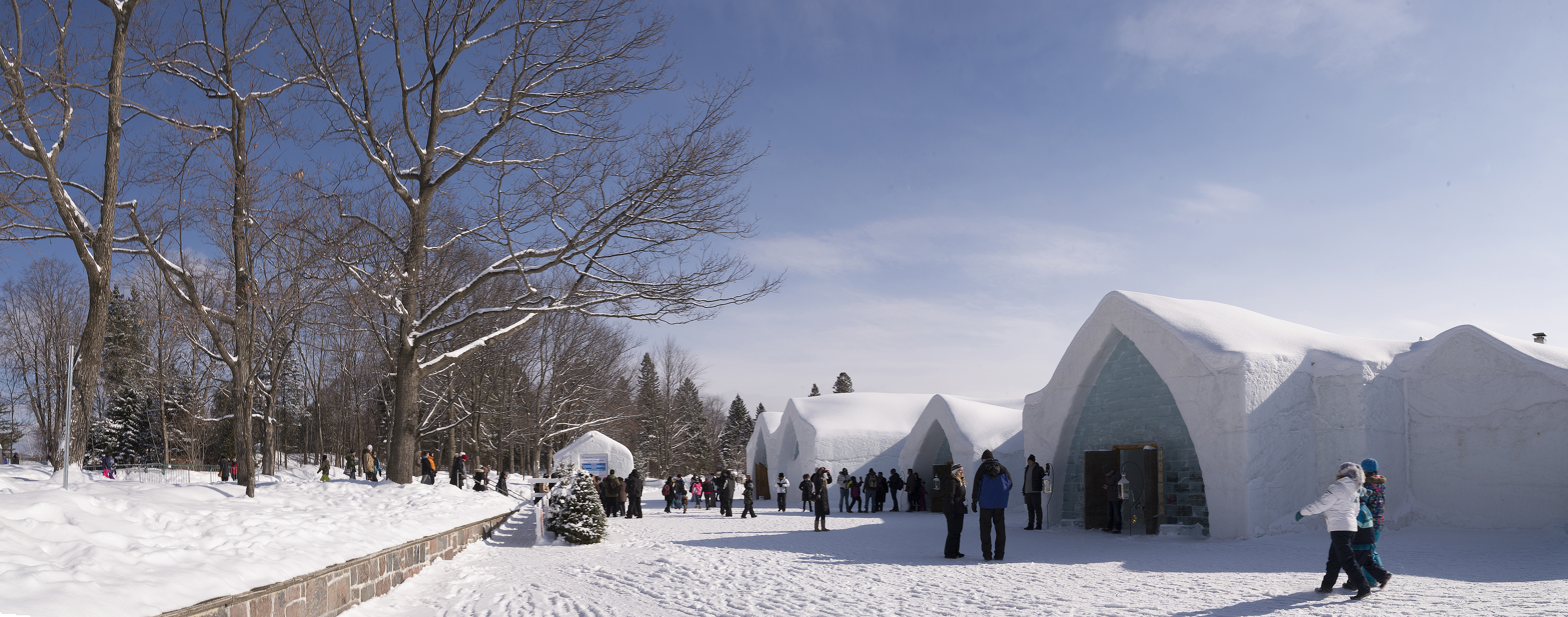
L'hôtel en 2014
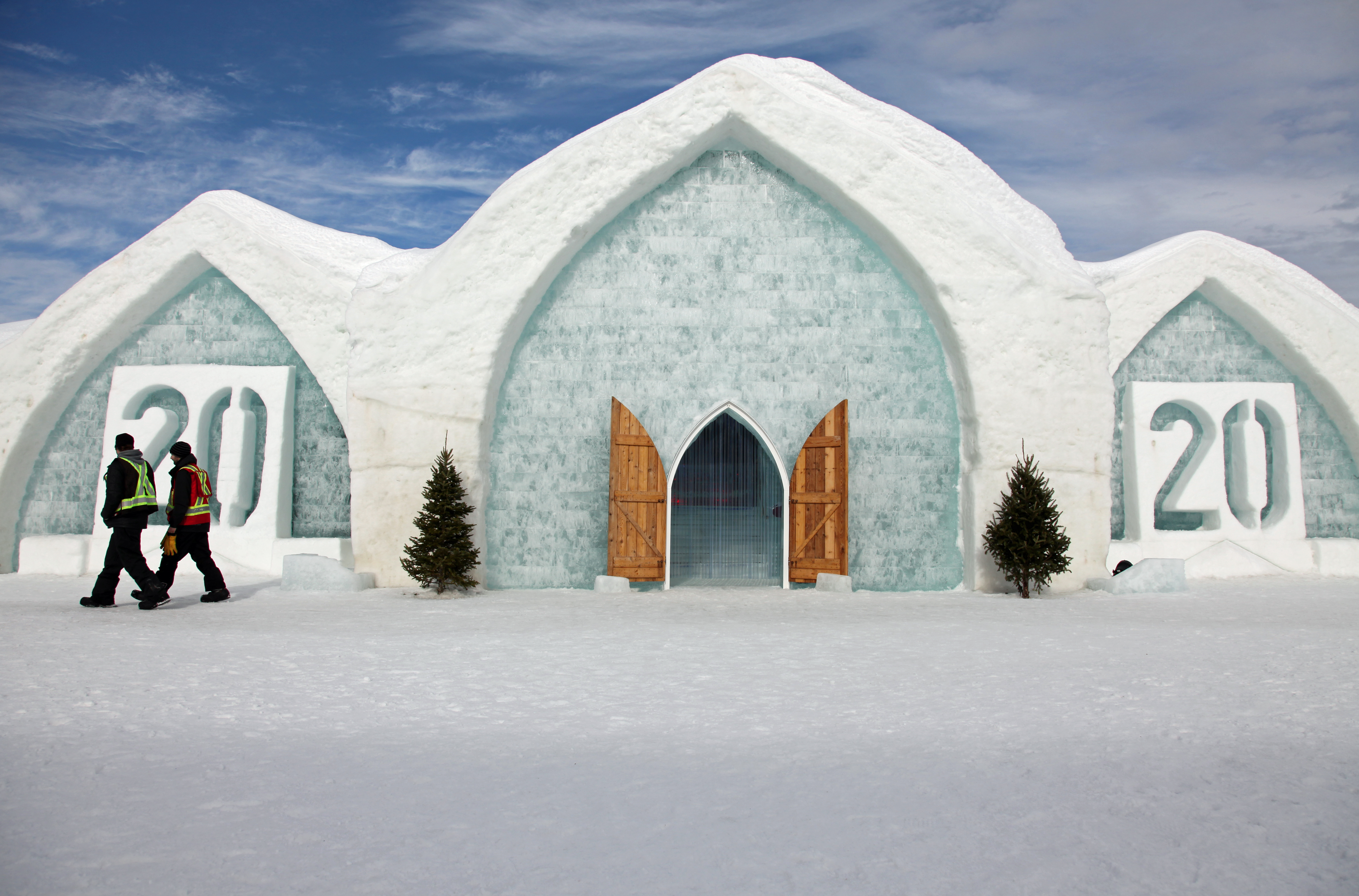
L'entrée principale de l'hotel. Février 2020.

Le mobilier de l'hôtel est composé de glace. Les lits sont construits en glace, et recouverts d'un sommier en bois et d'un matelas confortable. Chaque client se voit remettre un sac de couchage, une couverture isolante et un oreiller. Le bar sert boissons froides et cocktails dans des verres de glace.

### Site touristique
L'hôtel est considéré comme un site touristique à part entière, et le projet est soutenu par le ministère du tourisme du Québec.
Des visites guidées sont possibles en français et en anglais tous les jours de la semaine, et l'hôtel est par ailleurs ouvert au public. En 2005, l'hôtel a hébergé plus de 70 000 personnes. À la fin de la saison 2013, l'hôtel revendiquait plus d'un million de visiteurs et 43 000 clients.

### Mariages

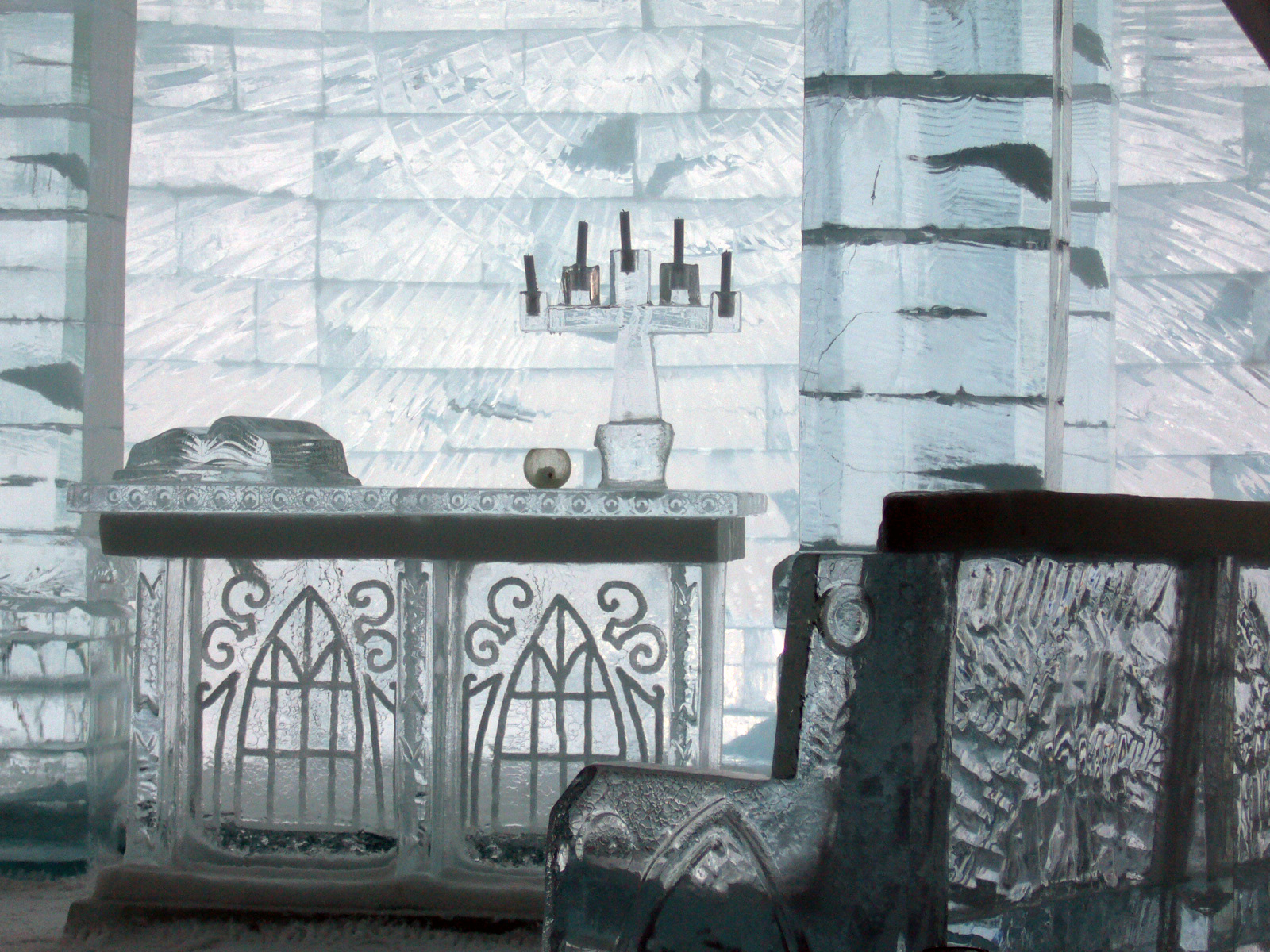
La chapelle de l'hôtel, en 2006.

L'hôtel possède une chapelle, dans laquelle des mariages sont célébrés. L'Hôtel de Glace a été cité parmi les « 10 destinations de rêve pour se marier ».
À la fin de la saison 2016, plus de 200 mariages avaient été célébrés à l'hôtel.

## Prix et récompenses
L'hôtel a reçu, depuis sa création, de nombreuses récompenses, notamment celui de l'attraction touristique de moins de 100 000 visiteurs de la région de Québec.
Distingué à plusieurs reprises au niveau régional, l'hôtel a également reçu plusieurs récompenses au niveau national.